# Dan Hartman
Dan Hartman (8. prosince 1950, Harrisburg, Pensylvánie, USA — 22. března 1994, Westport, Connecticut) byl americký zpěvák, skladatel a hudební producent. Jeho největší hity byly "Instant Replay", "Vertigo/Relight My Fire" a "I Can Dream About You".

## Život
Narodil se v Harrisburgu ve státě Pensylvánie. Jeho první skupina byla The Legends, ke které se připojil ve věku 13 let spolu se svým bratrem Daveem. Dan hrál na klávesy a psal většinu materiálu pro skupinu. Nicméně kapela vůbec nebyla úspěšná. Později se připojil k jazz fusion/blues-rock tělesu Edgar Winter Band.Zde hrál na baskytaru. Kapele mimo jiné napsal píseň "Free Ride", jež se brzy stala popovým hitem. To se psal rok 1972. Později v roce 1976 se vydal na sólovou kariéru.
V roce 1978 se Danovi povedl hit "Instant Replay" (Edgar Winter měl zde saxofonový výstup).
Ve své hudební kariéře se mimo jiné potkal a pracoval s Tina Turner, Dusty Springfield, Joe Cocker, Bonnie Tyler, Paul Young, James Brown, Nona Hendryx, Holly Johnson, Living in a Box, Steve Winwood.
Jeho posledním hitem byl Top 40 blue-eyed soul hit "Second Nature".

### Úmrtí
Ačkoliv Dan Hartman byl homosexuál, svoji sexuální orientaci dlouho tajil. S pravdou šel ven až krátce před svojí smrtí. Nicméně na něj zavzpomínali cover verzí "Relight My Fire" britští Take That a Lulu. Jejich verze se brzy staly #1 hity.

## Diskografie

### Alba
| - Who Is Dan Hartman (1976) - Images (1976) - Instant Replay (1978) #80 U.S. - Relight My Fire (1979) #189 U.S. - April Music Recorded Music Library (1981) - It Hurts To Be In Love (1982) |  | - I Can Dream About You (1984) #55 U.S. - Whiteboy (1986) Never Released - New Green Clear Blue (1989) - Keep The Fire Burnin (1994) - Superhits (2004) |

### Singly
- 1978: "Instant Replay" (US #29, US R&B #44, US Dance #1, UK #8)
- 1979: "This is It" (US #91, UK #17)
- 1980: "Vertigo"/"Relight My Fire"1 (US Dance #1)
- 1981: "It Hurts to Be in Love" (US #72, US Dance #48)
- 1984: "I Can Dream About You" (US #6, US R&B #60, US AC, US Dance #8, UK #12)
- 1985: "Second Nature (US #39, US AC #19, US Dance #40, UK #66)

1 s Loleattou Holloway.